# 全球預報系統

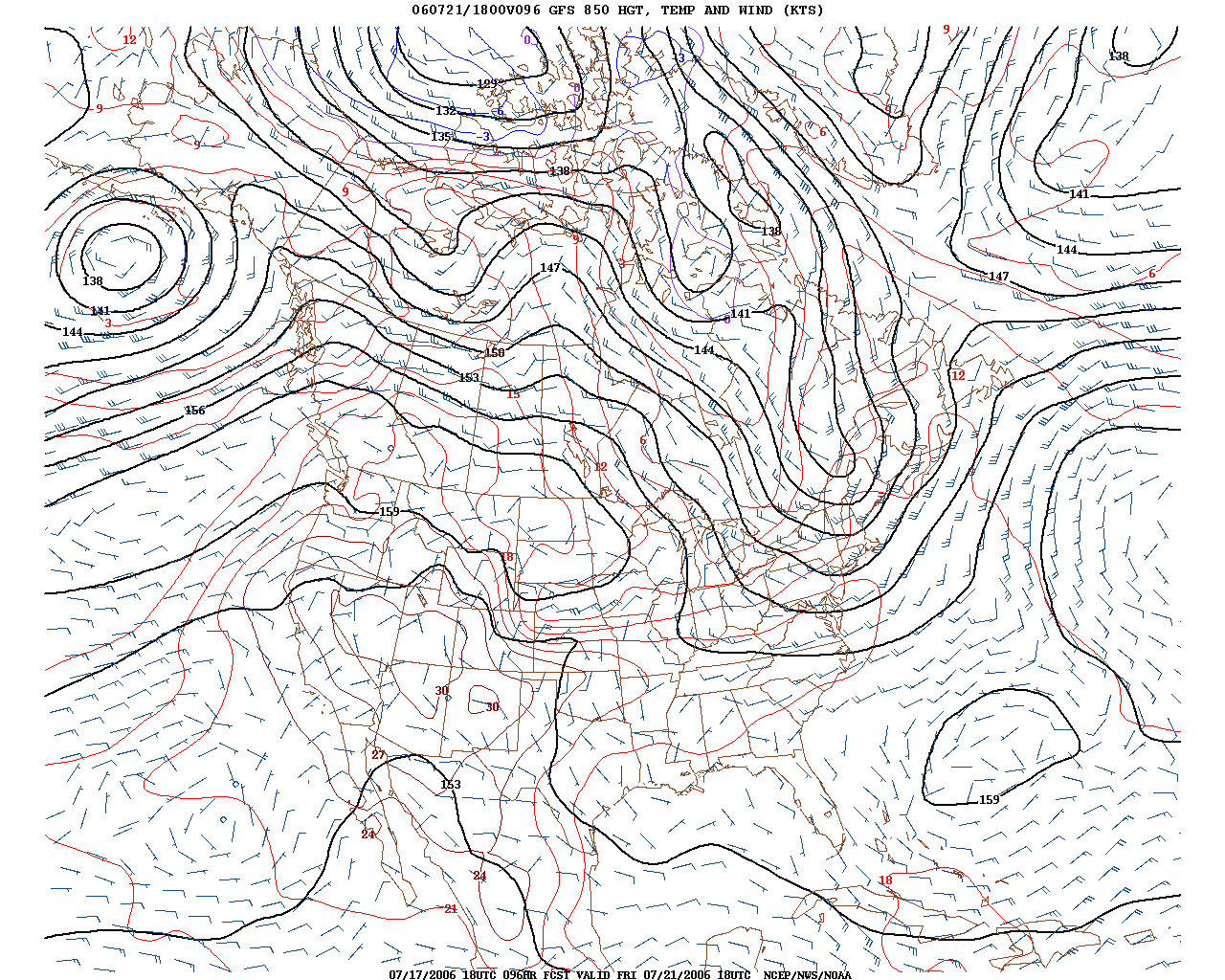
GFS預報產品的示例，在本例中為850mb位勢高度和溫度的96小時預報

全球預報系統 (英語：Global Forecast System，縮寫為GFS) ，是一個全球數值天氣預報系統，包含由美國國家氣象局(NWS) 運行的全球電腦模擬和變分分析。截至2015年，全球预报系统的准确性已经落后于其他全球數值天氣預報系統。其中最引人注目的是，在飓风桑迪登陆前四天，全球預報系統错误地预测其会转向大海，而歐洲中期天氣預報中心的數值天氣預報系統在7天前准确预测了其會登陆。

## 運行
此系統每天運行四次，每次可以預測384小時。

## 準確度
到2015年，GFS模型的準確性已經落後於其他全球天氣模型。